# Bittere scheefbloem
Bittere scheefbloem (Iberis amara) is een  eenjarige plant uit de kruisbloemenfamilie (Brassicacea). De soort komt van nature voor in West- en Zuid-Europa en is van daaruit verspreid naar Noord- en Zuid-Amerika en Nieuw-Zeeland. De soort is inheems in Wallonië en in Nederland zeer zeldzaam. Het aantal chromosomen is 2n = 14.
De plant wordt 7-40 cm hoog en heeft een rechtopstaande, iets behaarde stengel, die bovenaan meestal een vertakking heeft. De bovenste stengelbladeren zijn lancetvormig tot spatelvormig en hebben een bochtige bladrand met 2-4 stompe tanden. De onderste bladeren hebben aan de bladrand en de middennerf verspreid staande haren.
Bittere scheefbloem bloeit vanaf juni tot in september met witte of lichtpaarse, 6-8 mm grote, geurende bloemen. Twee van de kroonbladen zijn half zo lang als de ander twee, vandaar de naam scheefkelk. De bloeiwijze is een tros, die aanvankelijk schermachtig is.
De vrucht is een min of meer ronde tot elliptisch, gevleugelde, 2-3,5 mm lang (zonder vleugels) en 4-6 mm breed hauwtje met een 1-1,5 mm lange, achtergebleven stijl. Bovenaan het hauwtje zitten twee breed-driehoekige vleugels, met driehoekige uitsteeksels. De vruchtsteel is afstaand. Het roodbruine, breed-ovale zaad is 3 mm groot en onderaan zwak gevleugeld.

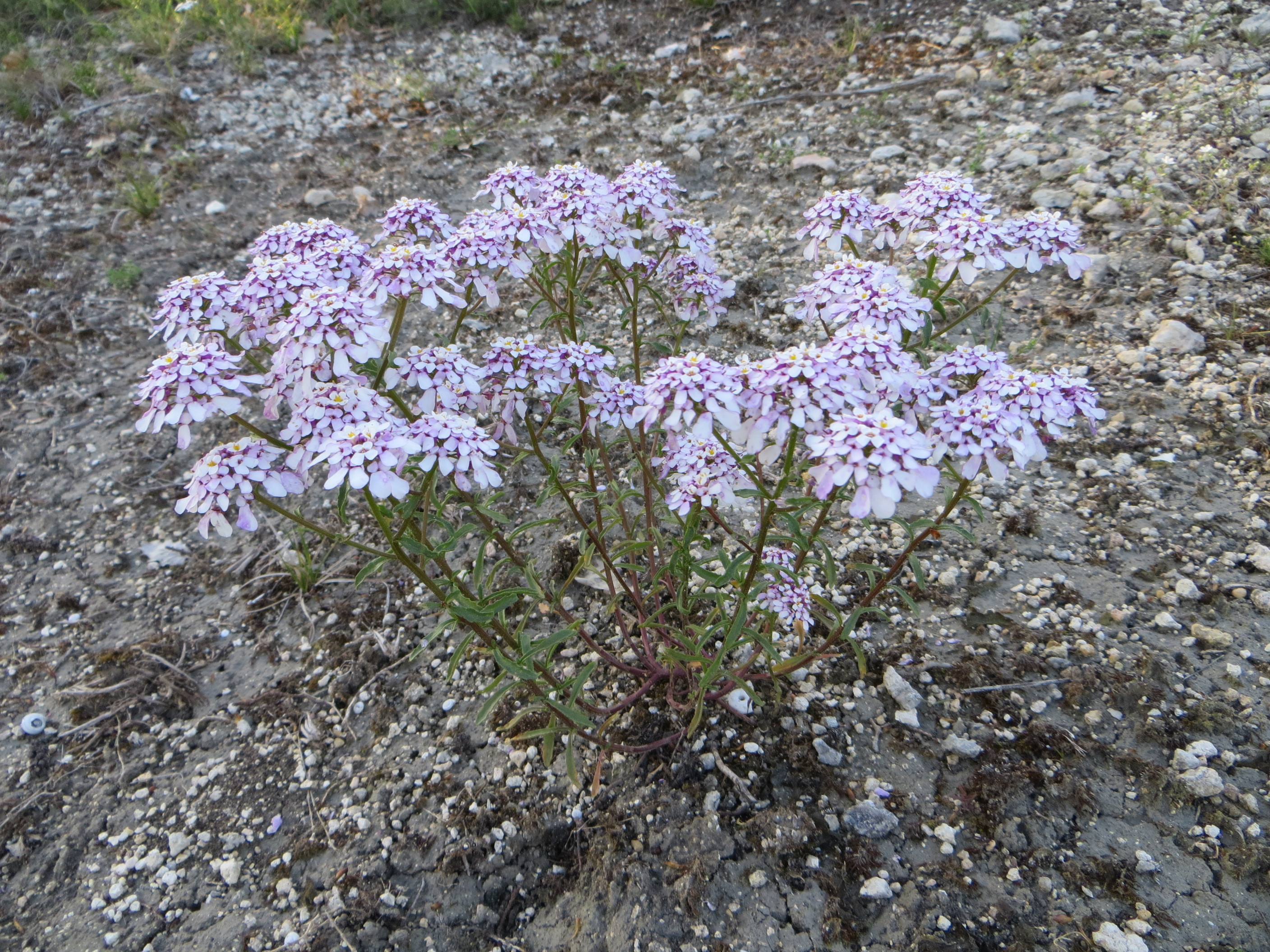
Plant
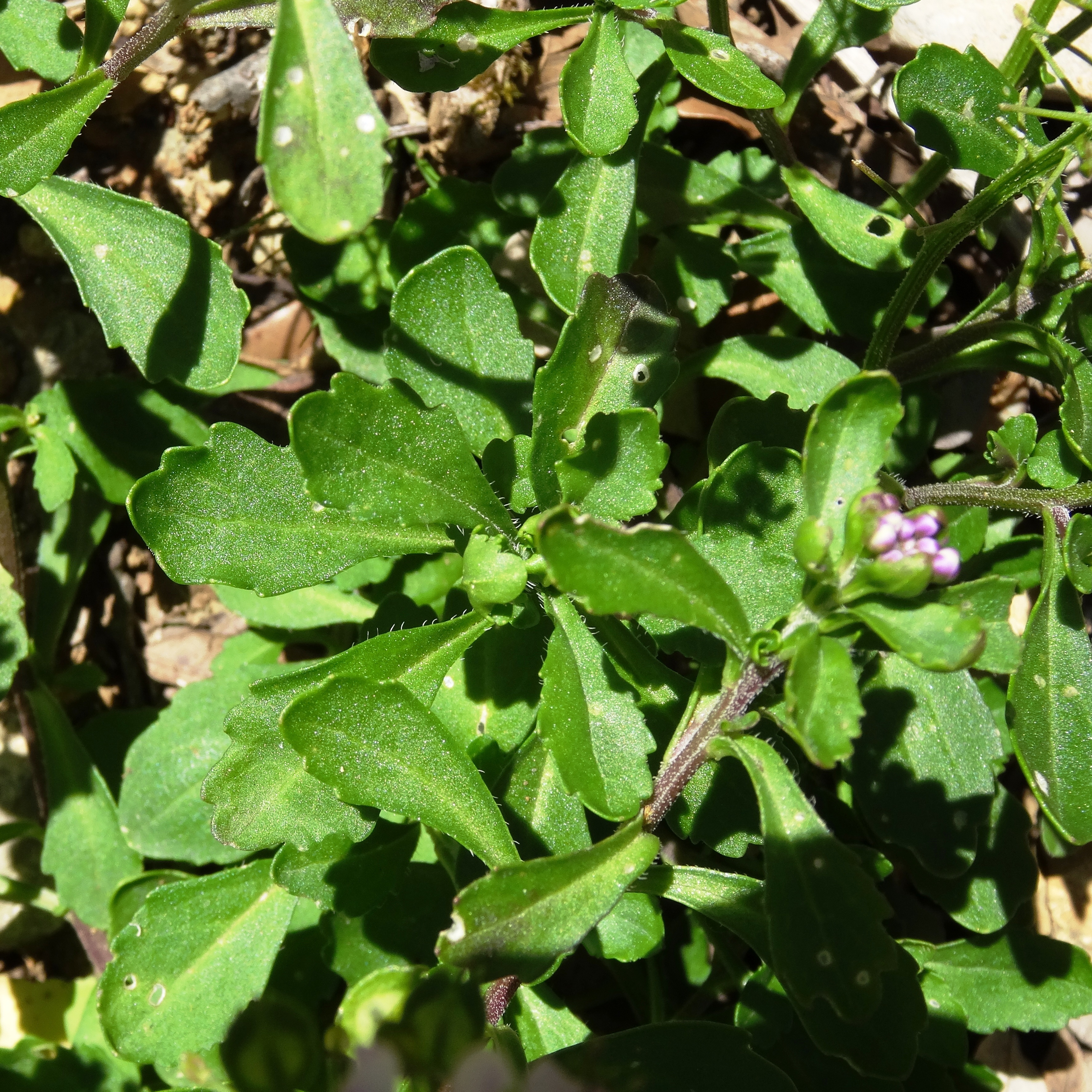
Bladeren
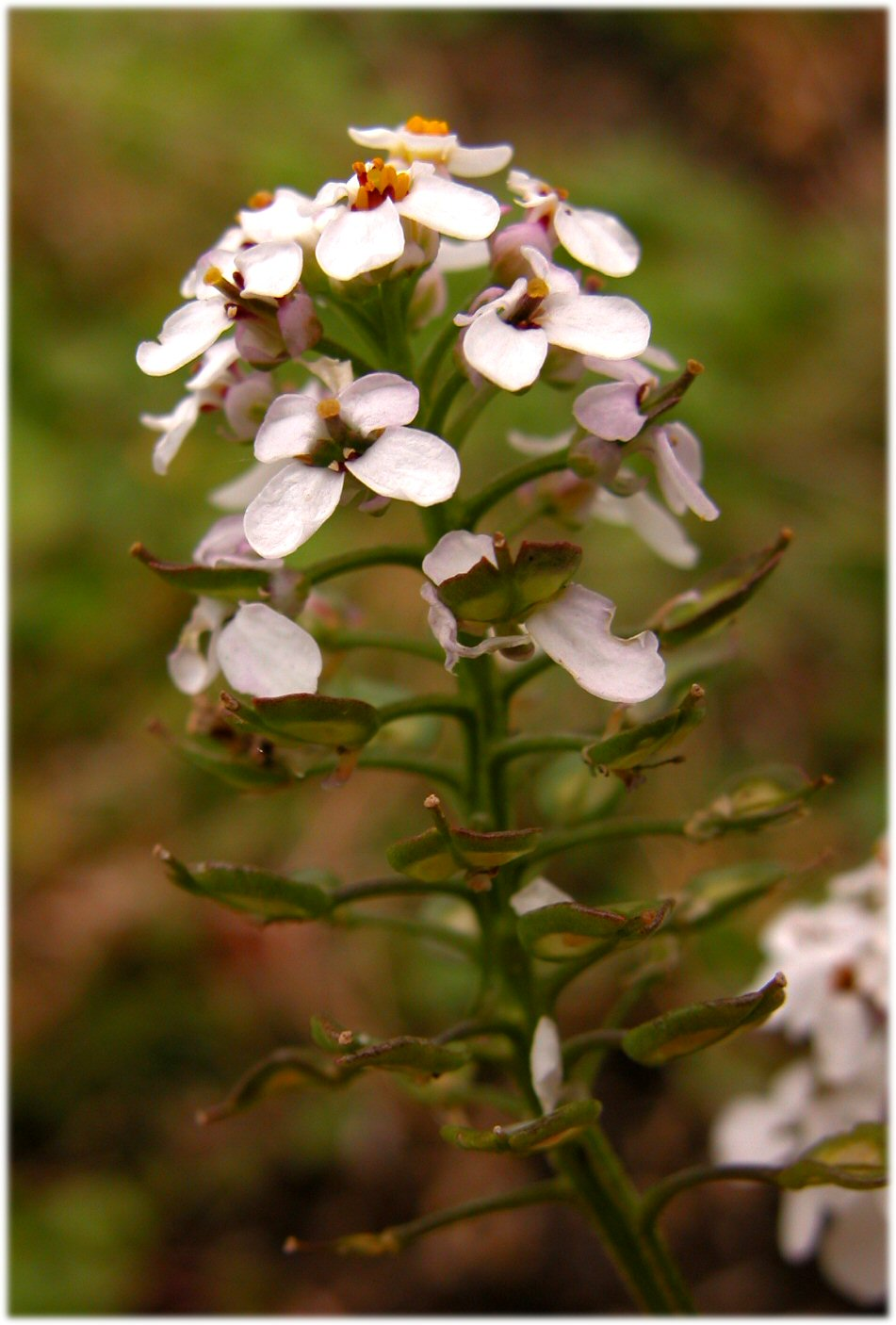
Bloeiwijze
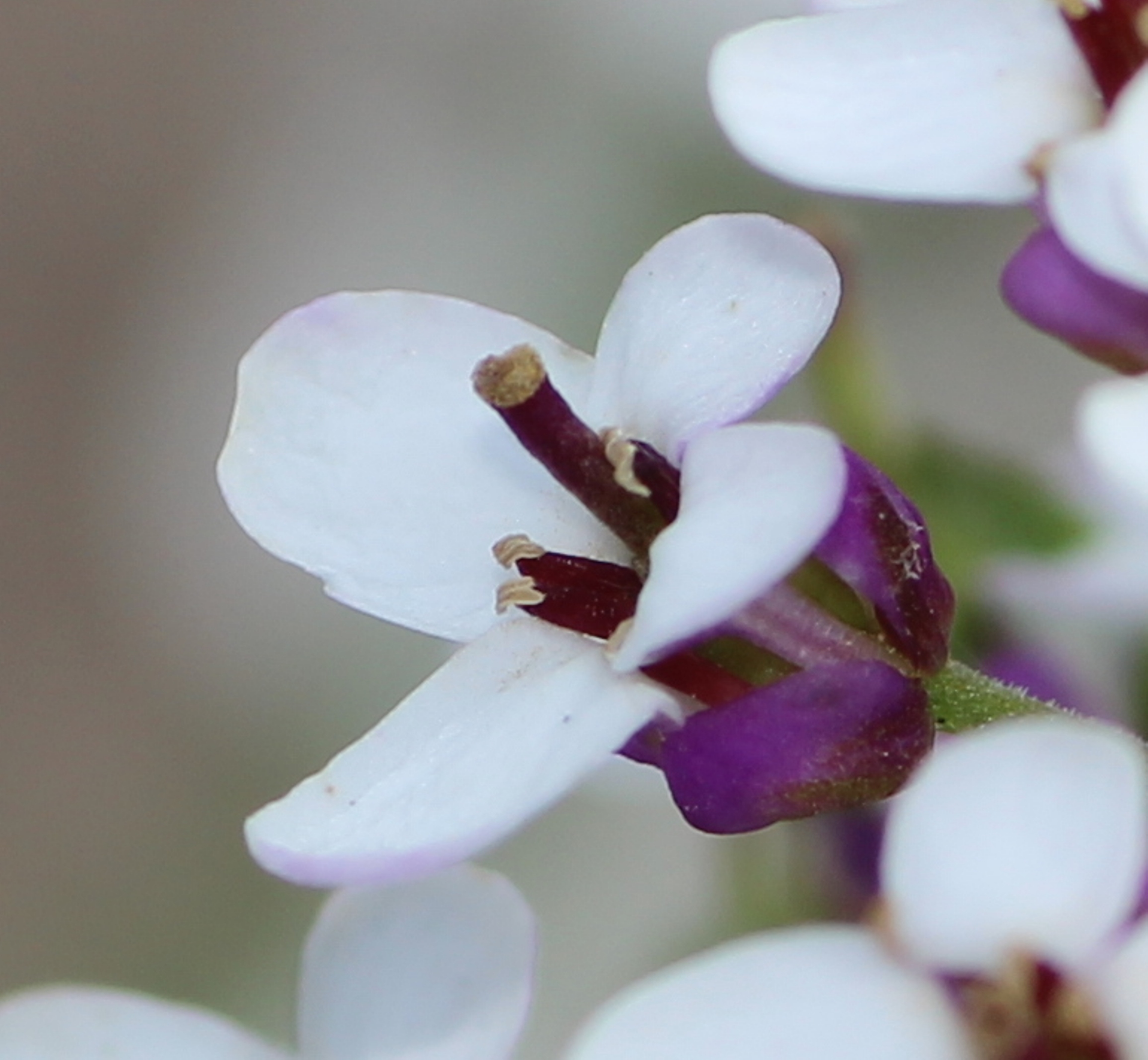
Bloem
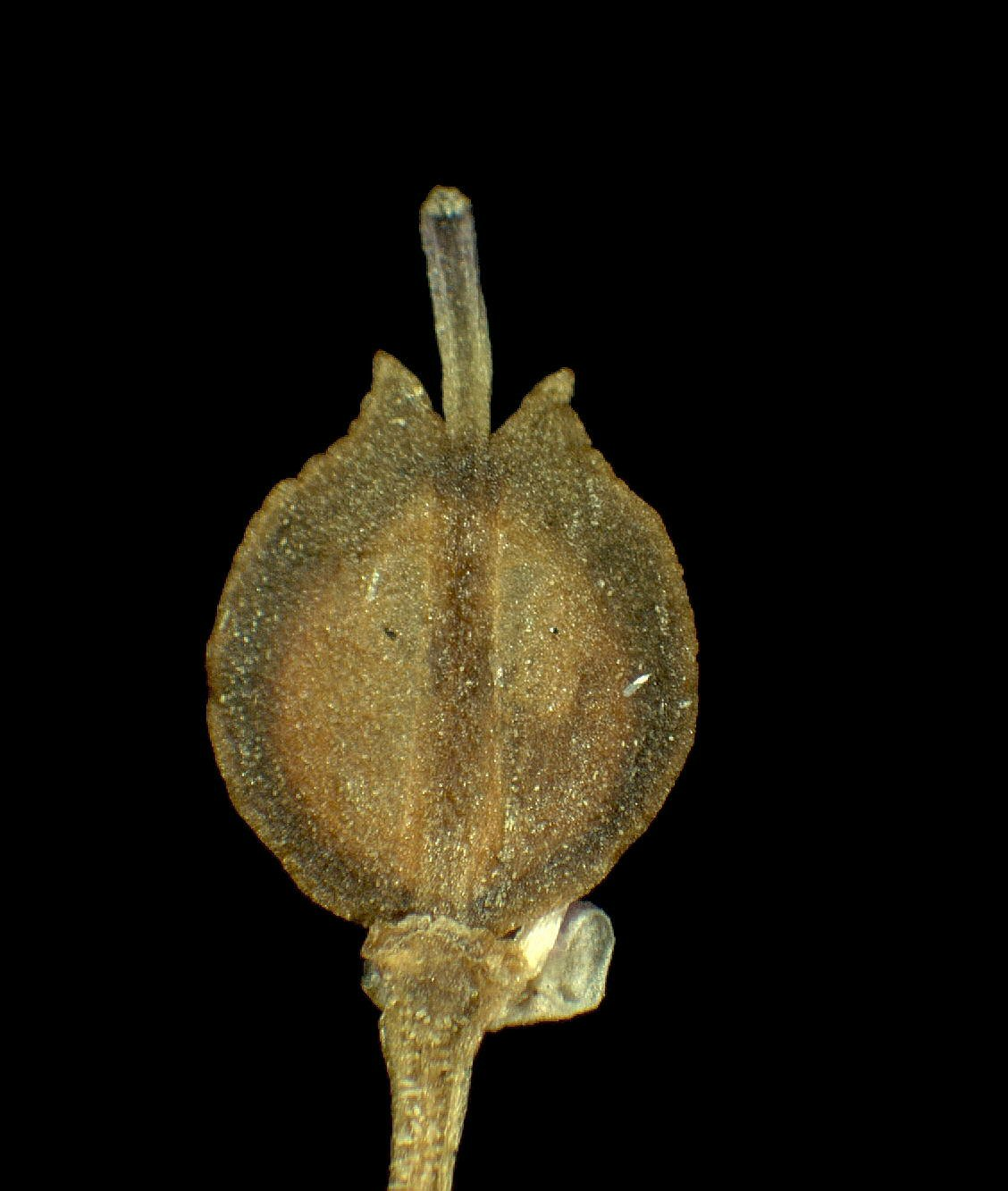
Vrucht
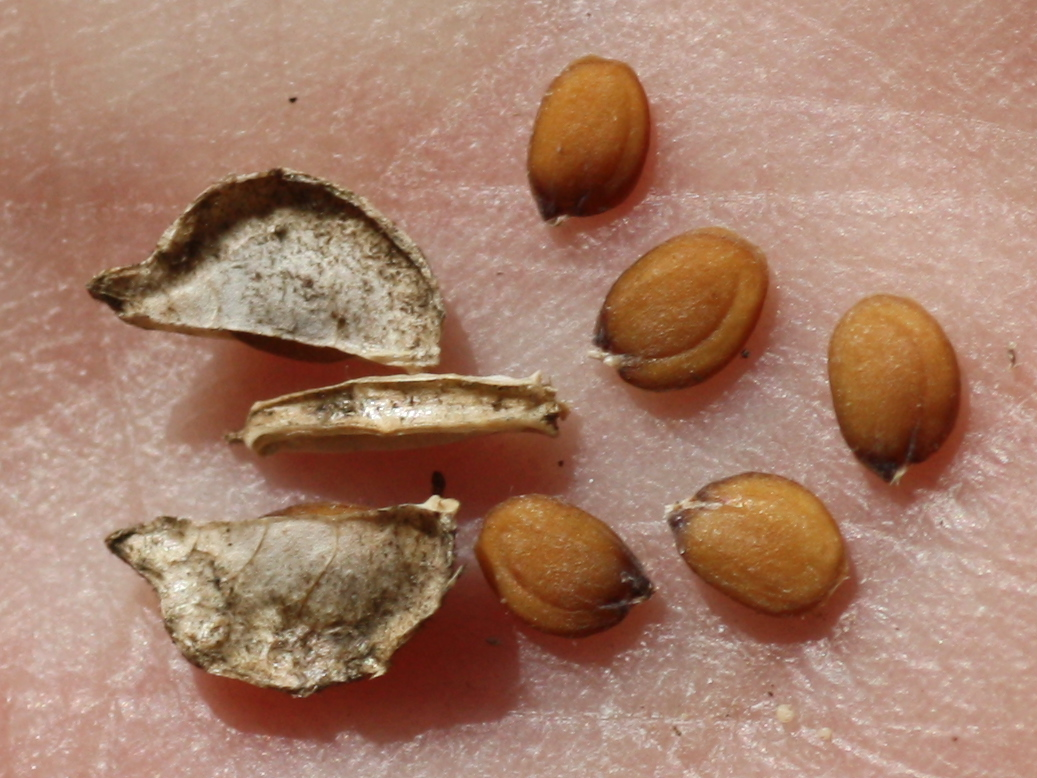
Zaden

Bittere scheefbloem komt voor op droge, kalkhoudende, stenige leemgrond.

## Inhoudsstoffen
De bittere scheefbloem is iets giftig en bevat mosterdolieglycosiden, flavonolen (waaronder quercetine en kaempferol) en zeer bitter smakende cucurbitacinen. De zaden hebben het hoogste gehalte aan cucurbitacine.